# Diocèse de Xiwanzi
Le diocèse de Xiwanzi (ou Chongli-Xiwanzi), Dioecesis Sivanzeana, est un territoire de l'Église catholique en Chine, suffragant de l'archidiocèse de Hohot. Il est actuellement vacant.

## Territoire
Ce diocèse s'étend dans une partie de la Mongolie-Intérieure dans la province de Hebei. Son siège est dans la ville de Chongli, qui dépend administrativement de la ville-préfecture de Zhangjiakou, où se trouve la cathédrale.

## Histoire

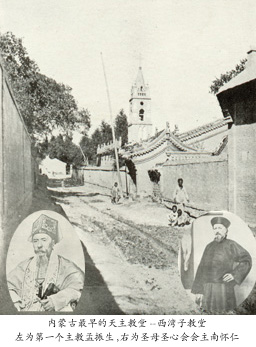
L'ancienne cathédrale de Xiwanzi vers 1900. À droite portrait du P. Verbist mort en 1868.

C'est entre 1830 et 1834 que se forme la communauté chrétienne de Xiwanzi (aujourd'hui partie de Zhangjiakou), alors que les missionnaires catholiques pénètrent en Mongolie-Intérieure qui dépendait canoniquement du diocèse de Pékin. En 1840, l'immense territoire de la Mongolie-Intérieure (et de la Mongolie-Extérieure) est confié par Grégoire XVI aux lazaristes, avec l'érection d'un vicariat apostolique dirigé par le Français Joseph-Martial Mouly. Les lazaristes qui ont d'autres missions nombreuses en Chine laissent ici la main en 1865 à la toute jeune congrégation du Cœur Immaculé de Marie fondée à Scheut par le Belge Théophile Verbist en 1862. À leur arrivée, les scheutistes sont quatre mais ils meurent dans les années qui suivent, sauf Ferdinand Hamer qui va développer la mission. En 1883, le vicariat est divisé en trois : la Mongolie du Sud-Ouest (aujourd'hui archidiocèse de Hohot) ; la Mongolie centrale et la Mongolie orientale (aujourd'hui diocèse de Jinzhou).
Le 12 décembre 1914, les limites de la Mongolie orientale et de la Mongolie centrale sont redéfinies par le décret Decrevit haec de la Sacrée Congrégation pour la propagande de la Foi. Le 14 mars 1922, le vicariat de Mongolie centrale cède des portions de territoire à l'avantage de la mission sui juris de la Mongolie-Extérieure (aujourd'hui préfecture apostolique d'Oulan-Bator), et prend le nom de vicariat apostolique de Tchagar.
Le 3 décembre 1924, il prend le nom de vicariat apostolique de Xiwanzi. Il cède une partie de son territoire en 1929 pour le nouveau vicariat apostolique de Jining (aujourd'hui diocèse). Le 11 avril 1946 comme tous les autres de Chine, le vicariat est élevé au statut de diocèse par la bulle Quotidie Nos de Pie XII.
Cependant en 1980 le gouvernement chinois décide de sa propre autorité par le biais de son association dite Église patriotique (non reconnue par Rome) d'unir le diocèse de Xiwanzi à celui de Xuanhua (en) donnant naissance à la nouvelle circonscription de Zhangjiakou non reconnue par Rome. 
Leo Yao Liang a été consacré clandestinement comme évêque auxiliaire en 2002 afin de s'occuper du diocèse de Xiwanzi, mais les autorités gouvernementales l'arrêtent plusieurs fois à cause de son refus d'adhérer à l'Église patriotique. Il finit par mourir le 30 décembre 2009.

## Ordinaires
- Joseph-Martial Mouly C.M., 23 août 1840-3 janvier 1856, nommé évêque de Pékin
- Florent Daguin (pl) C.M., 17 juillet 1857-29 mai 1859
  - Sede vacante (1859-1874), pro-vicaires
- Jacques Bax (pl) C.I.C.M., 22 octobre 1874-4 janvier 1895
- Jeroom Van Aertselaer (nl) C.I.C.M., 1er mai 1898-12 janvier 1924
- Everard Ter Laak (en) C.I.C.M., 12 janvier 1924-5 mai 1931
- Leon-Jean-Marie De Smedt (en) C.I.C.M., 4 décembre 1931-24 novembre 1951
- Melchior Zhang Kexing (pl) (Zhang Ke-xing), 24 novembre 1951-6 novembre 1988, premier évêque chinois
- Sede vacante
  - Pan Shaoqing (pl), consacré comme évêque auxiliaire en 1958, mort en 1983
  - Andrew Hao Jinli (de), plusieurs fois incarcéré, consacré clandestinement en 1984 ou 1988, mort en 2011

## Statistiques
En 1950, le diocèse comptait 40 725 baptisés pour 700 000 habitants. 